# Baskisk Wikipedia
Baskisk Wikipedia (baskisk: Euskal Wikipedia,  dansk: den baskisksprogede Wikipedia) er den baskisksprogede  version af det verdensomspændende encyklopædi-projekt Wikipedia. Baskisk Wikipedia blev lanceret 6. december 2001
Pr. fredag den 28. marts 2025 har den baskisksprogede Wikipedia 458.552 artikler, 577 aktive bidragydere og 12 administratorer.